# Tamana (Kumamoto)
Pour les articles homonymes, voir Tamana.
Tamana (玉名市, Tamana-shi) est une ville située dans la préfecture de Kumamoto, au Japon.

## Géographie

### Situation
Tamana est située dans le nord-ouest de la préfecture de Kumamoto, au bord de la mer d'Ariake.

### Démographie
En avril 2023, la population de Tamana s'élevait à 63 763 habitants répartis sur une superficie de 152,60 km2.

### Climat
Tamana a un climat subtropical humide avec des étés chauds et humides et des hivers frais. Il y a des précipitations importantes tout au long de l'année, en particulier en juin et juillet. La température moyenne annuelle est de 16,8 °C. La pluviométrie annuelle moyenne est de 1 802,6 mm, juin étant le mois le plus humide.

### Hydrographie
La ville est traversée par le fleuve Kikuchi.

## Histoire
Tamana a acquis le statut de ville en 1954.

## Transports
La gare de Shin-Tamana est desservie par la ligne Shinkansen Kyūshū. La ville est également desservie par la ligne principale Kagoshima de la JR Kyushu.

## Personnalités liées à la municipalité
- Shūkotsu Togawa (1871-1939), essayiste ;
- Shizō Kanakuri (1891-1983), athlète ;
- Chishū Ryū (1904-1993), acteur ;
- Yoshihiro Tajiri (né en 1970), catcheur.